# Araucanocyrtus fileri
 (septembre 2019).
Genre
Espèce
Araucanocyrtus fileri, unique représentant du genre Araucanocyrtus, est une espèce de collemboles de la famille des Isotomidae.

## Distribution
Cette espèce est endémique d'Argentine.

## Publication originale
- Massoud & Rapoport, 1968 : Collemboles isotomides d'Amérique du Sud et de l'Antarctique. Biologie de l’Amérique Australe, vol. 4, p. 307-337.